# Coxinha (apodo)
Coxinha es un término peyorativo usado en la jerga política brasileña y que sirve para designar una persona "correcta" o "estricta".
El término tiene origen paulistano, aún no identificado completamente. Se trata de alguien caracterizado por el excesivo cuidado de su imagen, por sus hábitos burgueses, por mantener un tren de vida elevado, y por sus posturas políticas conservadoras. Se usa también coxinha para designar al que se opone con vigor a las ideas políticas o económicas de izquierda, que considera prejudiciales para el desarrollo económico y social de Brasil.

## Origen
El origen del término es controvertido, pero puede tener relación con su primera acepción que designa un aperitivo rebozado y relleno bastante popular en Brasil. Sin embargo, otra interpretación sostiene que su origen se remonta a los años 80, cuando el término era utilizado para denominar a los policías paulistanos, que en sus pausas para almorzar y provistos de vales de comida baratos (llamados peyorativamente vales-coxinha), consumían coxinha en cafeterías de la ciudad de São Paulo. Con el tiempo, 'policía' y 'coxinha' pasaron a ser sinónimos. La popularización de programas policiales de televisión habría contribuido a que este significado fuese adoptado por ciudadanos excesivamente preocupados por la seguridad y, de ahí, a ser asociado a la clase media-alta paulistana, por sus tendencias tradicionalmente conservadoras.
Otra explicación se relaciona con los motoclubes. "'Coxinha' es aquel que sale con su motocicleta y, cuando llueve, se detiene en la carretera y llama pidiendo que alguien le vaya a buscar en automóvil", cuenta Reinaldo Carvalho, 55, presidente de la Federación de Motoclubes del Estado de São Paulo. "Hay tipos que tienen una Harley-Davidson pero no conducen bajo la lluvia", se burla. "Tal vez porque los muslos se le puedan quedar pegados a la moto", especula el profesor de portugués Pasquale Cipro Neto.
Una explicación más curiosa liga este término con el medio académico, a partir del cual pasó al uso popular de forma distorsionada. En una clase de mecánica sobre teoría de la elasticidad, un profesor habría comentado con los alumnos sobre las ideas reaccionarias del matemático francés Cauchy, creador del tensor de mismo nombre. La dificultad de la materia, llevaba los alumnos a descargar la rabia sobre el francés, transformado en adjetivo para alguien de ideas conservadoras. De ahí pasó la palabra fuera de la universidad transformada en "coxinha".

## Derivados
Dado que se trata de acepción reciente, esta aún no se ha incorporado a los diccionarios y no hay literatura formal de referencia, aunque su uso ya está asentado, como apunta la evidencia acumulada en reportajes periodísticos en diversos medios de comunicación. Como sucede con muchos neologismos, y dado el carácter aglutinante de la lengua portuguesa, la nueva acepción de coxinha ya ha dado lugar a derivados como, por ejemplo, el verbo coxinhar, el adjetivo coxinhesco(a), etc.
- Datos: Q18463418